# 第76回都市対抗野球大会予選
第76回都市対抗野球大会予選は、第76回都市対抗野球大会本戦出場に至るまでの全492試合の結果をまとめたものである。なお、代表決定戦以外でのコールドゲーム、延長戦のイニングについては記していない。

## 北海道地区

### 1次予選
- 1回戦

札幌ブルーインズ　10－0　森倶楽部
札幌ホーネッツ　4－1　札幌ブルーマックス
旭川グレートベアーズ　6－4　ブレーブくしろ
札幌倶楽部　9－3　旭川自衛隊
函館太洋倶楽部　2－1　オール苫小牧
ウイン北広島　3－2　CBC北海道
WEEDしらおい　4－2　小樽野球協会
航空自衛隊千歳　22－2　帯広倶楽部
- 2回戦

札幌ホーネッツ　10－0　札幌ブルーインズ
札幌倶楽部　14－1　旭川グレートベアーズ
ウイン北広島　5－4　函館太洋倶楽部
航空自衛隊千歳　7－3　WEEDしらおい
- 3回戦

NTT北海道　8－7　札幌ホーネッツ
室蘭シャークス　5－1　札幌倶楽部
サンワード貿易　8－0　ウイン北広島
JR北海道　13－1　航空自衛隊千歳
- 敗者復活1回戦

札幌ホーネッツ　9－5　札幌倶楽部
航空自衛隊千歳　10－6　ウイン北広島
- 敗者復活2回戦

航空自衛隊千歳　6－3　札幌ホーネッツ
- 代表決定戦

NTT北海道　5－4　室蘭シャークス
JR北海道　2－1　サンワード貿易
- 第3代表決定戦

サンワード貿易　4－2　室蘭シャークス
- 第4代表決定戦

室蘭シャークス　17－0　航空自衛隊千歳
NTT北海道、JR北海道、サンワード貿易、室蘭シャークスが2次予選に進出

### 2次予選
- 代表決定リーグ戦

第1戦　NTT北海道　8－4　室蘭シャークス
第2戦　JR北海道　5－3　サンワード貿易
第3戦　JR北海道　8－0　室蘭シャークス
第4戦　NTT北海道　3－0　サンワード貿易
第5戦　JR北海道　4x－3　NTT北海道　（延長11回）
第6戦　サンワード貿易　3－1　室蘭シャークス
（最終成績　1位：JR北海道（3勝）、2位：NTT北海道（2勝1敗）、3位：サンワード貿易（1勝2敗）、4位：室蘭シャークス（3敗））
JR北海道が本戦出場

## 東北地区

### 青森県1次予選
- 1回戦

オール青森クラブ　（不戦勝）　自衛隊青森
金木BLIZZARD　2－1　全弘前倶楽部
- 敗者復活戦

全弘前倶楽部　（不戦勝）　自衛隊青森
- 準決勝

金木BLIZZARD　8－1　オール青森クラブ
全弘前倶楽部　6－1　三菱製紙八戸クラブ
- 代表決定戦

全弘前倶楽部　6－2　金木BLIZZARD
全弘前倶楽部が東北2次予選に進出

### 山形県1次予選
- 1回戦

天童エンジェルス　4－3　新庄球友クラブ
鶴岡野球クラブ　10－8　米沢中央和牛屋
- 準決勝

マリーンベースボールクラブ酒田　7－0　天童エンジェルス
山形しあわせ銀行　8－2　鶴岡野球クラブ
- 代表決定戦

山形しあわせ銀行　7－0　マリーンベースボールクラブ酒田
山形しあわせ銀行が東北2次予選に進出

### 秋田県1次予選
- 1回戦

大曲ベースボールクラブ　11－3　秋田王冠クラブ
- 2回戦

TDK　13－0　大曲ベースボールクラブ
能代松陵クラブ　9－3　互大設備ダイヤモンドクラブ
ユーランドクラブ　5－3　秋田ベースボールクラブ
秋田経法大校友クラブ　8－5　JR秋田
- 準決勝

TDK　9－1　能代松陵クラブ
ユーランドクラブ　4－3　秋田経法大校友クラブ
- 代表決定戦

TDK　8－0　ユーランドクラブ
TDKが東北2次予選に進出

### 岩手県1次予選
- 1回戦

盛岡倶楽部　6－5　一戸桜陵クラブ
北上REDS　4－2　一関三星倶楽部
釜石野球団　8－4　高田クラブ
久慈クラブ　13－6　盛岡市立クラブ
宮古倶楽部　10－2　前沢野球倶楽部
オール不来方　8－1　矢巾硬式クラブ
- 2回戦

JR盛岡　5－2　盛岡倶楽部
北上REDS　18－1　大槌倶楽部
盛友クラブ　7－6　釜石野球団
オール江刺　8－1　花巻硬友倶楽部
赤崎野球クラブ　9－4　遠野クラブ
雫石クラブ　7－1　久慈クラブ
福高クラブ　9－5　宮古倶楽部
水沢駒形野球倶楽部　4－2　オール不来方
- 準々決勝

JR盛岡　10－2　北上REDS
オール江刺　10－3　盛友クラブ
赤崎野球クラブ　3－1　雫石クラブ
水沢駒形野球倶楽部　9－2　福高クラブ
- 準決勝（代表決定戦）

JR盛岡　5－3　オール江刺
赤崎野球クラブ　3－2　水沢駒形野球倶楽部
- 決勝

赤崎野球クラブ　4－2　JR盛岡
- 第3代表決定戦

水沢駒形野球倶楽部　3－1　オール江刺
赤崎野球クラブ、JR盛岡、水沢駒形野球倶楽部が東北2次予選に進出

### 宮城県1次予選
- クラブ1回戦

北杜学園倶楽部　14－4　サニークラブ
白山クラブ　19－2　青葉クラブ
石巻日和倶楽部　20－19　登米クラブ
TFUクラブ　10－7　S・Aクラブ
- 1回戦

日本製紙石巻　19－0　石巻日和倶楽部
JR東日本東北　11－1　北杜学園倶楽部
NTTグループ東北マークス　20－0　TFUクラブ
七十七銀行　14－4　白山クラブ
- 敗者復活1回戦

石巻日和倶楽部　8－6　北杜学園倶楽部
白山クラブ　7－1　TFUクラブ
- 準決勝（代表決定戦）

JR東日本東北　9－1　日本製紙石巻
七十七銀行　7－2　NTTグループ東北マークス
- 敗者復活2回戦（代表決定戦）

NTTグループ東北マークス　20－0　石巻日和倶楽部
日本製紙石巻　7－0　白山クラブ
- 決勝

JR東日本東北　6－3　七十七銀行
- 3位決定戦

日本製紙石巻　6－5　NTTグループ東北マークス
JR東日本東北、七十七銀行、日本製紙石巻、NTTグループ東北マークスが東北2次予選に進出

### 福島県1次予選
- 1回戦

岩瀬書店クラブ　6－2　福島高専ホープス
オール双葉野球クラブ　9－7　須賀川クラブ
いわき菊田クラブ　5－4　小峰クラブ
保原クラブ　14－2　北斗野球クラブ
あぶくまベースボールクラブ　9－2　飯野クラブ
二本松クラブ　3－0　表郷硬友クラブ
自衛隊福島　9－2　会津ベースボールクラブ
福島クラブ　8－2　全白河野球クラブ
田島硬式野球クラブ　2－1　ALL北嶺
- 2回戦

郡山ベースボールクラブ　10－8　岩瀬書店クラブ
川俣クラブ　4－3　オール双葉野球クラブ
保原クラブ　7－4　いわき菊田クラブ
オール喜多方クラブ　10－4　あぶくまベースボールクラブ
二本松クラブ　6－5　オールいわきクラブ
自衛隊福島　10－3　ニュー相馬クラブ
福島クラブ　10－3　いわきベースボールクラブ
福島硬友クラブ　5－2　田島硬式野球クラブ
- 準々決勝

郡山ベースボールクラブ　20－0　川俣クラブ
保原クラブ　2－1　オール喜多方クラブ
自衛隊福島　9－6　二本松クラブ
福島硬友クラブ　9－7　福島クラブ
- 準決勝（代表決定戦）

郡山ベースボールクラブ　12－1　保原クラブ
福島硬友クラブ　6－4　自衛隊福島
- 決勝

福島硬友クラブ　7－3　郡山ベースボールクラブ
福島硬友クラブ、郡山ベースボールクラブが東北2次予選に進出

### 東北2次予選
- 予選Aブロック

第1戦　日本製紙石巻　6－1　全弘前倶楽部
第2戦　福島硬友クラブ　15－9　全弘前倶楽部
第3戦　日本製紙石巻　3－2　福島硬友クラブ
（1位：日本製紙石巻（2勝）、2位：福島硬友クラブ（1勝1敗）、3位：全弘前倶楽部（2敗））
- 予選Bブロック

第1戦　七十七銀行　5－2　TDK
第2戦　TDK　6－6　赤崎野球クラブ
第3戦　七十七銀行　8－0　赤崎野球クラブ
（1位：七十七銀行（2勝）、2位：TDK（1勝1敗）、3位：赤崎野球クラブ（2敗））
- 予選Cブロック

第1戦　JR東日本東北　18－0　郡山ベースボールクラブ
第2戦　水沢駒形野球倶楽部　20－14　郡山ベースボールクラブ
第3戦　JR東日本東北　8－2　水沢駒形野球倶楽部
（1位：JR東日本東北（2勝）、2位：水沢駒形野球倶楽部（1勝1敗）、3位：郡山ベースボールクラブ（2敗））
- 予選Dブロック

第1戦　山形しあわせ銀行　10－0　JR盛岡
第2戦　NTTグループ東北マークス　12－2　JR盛岡
第3戦　山形しあわせ銀行　4－3　NTTグループ東北マークス
（1位：山形しあわせ銀行（2勝）、2位：NTTグループ東北マークス（1勝1敗）、3位：JR盛岡（2敗））
- 第1代表決定トーナメント1回戦

七十七銀行　2－1　日本製紙石巻
JR東日本東北　6－3　山形しあわせ銀行
- 第2代表決定トーナメント1回戦

TDK　13－0　福島硬友クラブ
NTTグループ東北マークス　12－8　水沢駒形野球倶楽部
- 第2代表決定トーナメント2回戦

TDK　5－0　山形しあわせ銀行
NTTグループ東北マークス　4－2　日本製紙石巻
- 第2代表決定トーナメント3回戦

NTTグループ東北マークス　4－2　TDK
- 第1代表決定戦

七十七銀行　7－4　JR東日本東北
- 第2代表決定戦

JR東日本東北　6－4　NTTグループ東北マークス
七十七銀行、JR東日本東北が本戦出場

## 北関東地区

### 群馬県1次予選
- 1回戦

全伊勢崎硬建クラブ　4－0　全桐生硬友クラブ
全前橋野球倶楽部　6－3　大泉硬友野球クラブ
オール高崎野球倶楽部　4－0　アゼリア館林硬式野球クラブ
太田球友野球倶楽部　8－5　全吾妻硬式野球倶楽部
- 2回戦

全前橋野球倶楽部　5－4　全伊勢崎硬建クラブ
オール高崎野球倶楽部　8－2　太田球友野球倶楽部
- 準決勝（代表決定戦）

オール高崎野球倶楽部　6－1　全前橋野球倶楽部
- 決勝

富士重工業　4－1　オール高崎野球倶楽部
富士重工業、オール高崎野球倶楽部が北関東2次予選に進出

### 栃木県1次予選
- 1回戦

THREE NINE CLUB　13－6　烏山倶楽部
全宇都宮野球クラブ　5－4　コットンウェイ硬式野球倶楽部
- 2回戦

全足利クラブ　10－2　THREE NINE CLUB
宇工OBクラブ　5－4　佐野日大クラブ
宇都宮大学OBクラブ　6－4　全鹿沼野球部
全栃木野球倶楽部　19－16　全宇都宮野球クラブ
- 準決勝（代表決定戦）

全足利クラブ　10－7　宇工OBクラブ
宇都宮大学OBクラブ　14－13　全栃木野球倶楽部
- 決勝

全足利クラブ　12－3　宇都宮大学OBクラブ
- 第3代表決定戦

宇工OBクラブ　6－5　全栃木野球倶楽部
全足利クラブ、宇都宮大学OBクラブ、宇工OBクラブが北関東2次予選に進出

### 茨城県1次予選
- クラブ1回戦

鉾田硬式野球クラブ　9－1　全水戸野球クラブ
全東海野球団　15－0　大子ベアーズ
大宮クラブ　9－5　全神栖硬式野球クラブ
- クラブ2回戦

全日立ドリームズ　11－5　鉾田硬式野球クラブ
茨城ゴールデンゴールズ　18－3　全東海野球団
全鹿嶋野球倶楽部　11－4　全フィフティ小川
鹿島レインボーズ　3－1　大宮クラブ
- クラブ準決勝

茨城ゴールデンゴールズ　6－5　全日立ドリームズ
鹿島レインボーズ　9－2　全鹿嶋野球倶楽部
- クラブ決勝

茨城ゴールデンゴールズ　6－0　鹿島レインボーズ
- 準決勝（代表決定戦）

日立製作所　2－1　茨城ゴールデンゴールズ
住友金属鹿島　15－3　JR水戸
- 決勝

日立製作所　11－6　住友金属鹿島
- 第3代表決定戦

JR水戸　5－2　茨城ゴールデンゴールズ
日立製作所、住友金属鹿島、JR水戸が北関東2次予選に進出

### 北関東2次予選
- 1回戦

JR水戸　6－4　全足利クラブ
日立製作所　10－0　オール高崎野球倶楽部
住友金属鹿島　12－2　宇都宮大学OBクラブ
富士重工業　8－3　宇工OBクラブ
- 準決勝

日立製作所　13－0　JR水戸
住友金属鹿島　5－2　富士重工業
- 敗者復活1回戦

富士重工業　9－0　JR水戸
- 代表決定戦

住友金属鹿島　6－4　日立製作所
- 関東2次予選代表決定戦

日立製作所　1－0　富士重工業
住友金属鹿島が本戦出場、日立製作所は関東2次予選に進出

## 南関東地区

### 埼玉県1次予選
- 1回戦

川口球友クラブ　3－0　全熊谷硬式野球クラブ
全三郷硬式野球倶楽部　8－3　松山OB野球団
- 2回戦

所沢グリーンベースボールクラブ　5－1　川口球友クラブ
全大宮野球団　13－6　レジェンズ
全浦和野球団　6－5　かみかわ野球クラブ
都幾川倶楽部野球団　7－4　全三郷硬式野球倶楽部
- 敗者復活1回戦

レジェンズ　6－3　川口球友クラブ
全三郷硬式野球倶楽部　9－4　かみかわ野球クラブ
- 敗者復活2回戦

レジェンズ　8－3　松山OB野球団
全熊谷硬式野球クラブ　13－3　全三郷硬式野球倶楽部
- 3回戦

所沢グリーンベースボールクラブ　12－8　全大宮野球団
全浦和野球団　8－3　都幾川倶楽部野球団
- 敗者復活3回戦

都幾川倶楽部野球団　3－2　レジェンズ
全大宮野球団　11－1　全熊谷硬式野球クラブ
- 準決勝（代表決定戦）

ホンダ　11－1　所沢グリーンベースボールクラブ
日本通運　16－4　全浦和野球団
- 敗者復活4回戦

所沢グリーンベースボールクラブ　13－3　都幾川倶楽部野球団
全大宮野球団　6－2　全浦和野球団
- 決勝

ホンダ　6－5　日本通運
- 第3代表決定戦

所沢グリーンベースボールクラブ　3－1　全大宮野球団
ホンダ、日本通運、所沢グリーンベースボールクラブが南関東2次予選に進出

### 千葉県1次予選
- 1回戦

サウザンリーフ市原　7－1　NODA BASEBALL CLUB
- 2回戦

JR千葉支社硬式野球クラブ　1－0　松戸B.C TYR
サウザンリーフ市原　8－2　東金球友倶楽部
- 5位決定戦

東金球友倶楽部　12－6　松戸B.C TYR
- 準決勝（代表決定戦）

かずさマジック　15－0　JR千葉支社硬式野球クラブ
JFE東日本　5－2　サウザンリーフ市原
- 決勝

JFE東日本　4－1　かずさマジック
- 第3代表決定戦

JR千葉支社硬式野球クラブ　5－3　サウザンリーフ市原
JFE東日本、かずさマジック、JR千葉支社硬式野球クラブが南関東2次予選に進出

### 山梨県1次予選
- 1回戦

市川クラブ　11－7　山梨球友クラブ
- 準決勝（代表決定戦）

南アルプス硬式野球倶楽部　2－0　桂クラブ
大富士BASEBALL CREW　8－0　市川クラブ
- 決勝

大富士BASEBALL CREW　5－1　南アルプス硬式野球倶楽部
大富士BASEBALL CREW、南アルプス硬式野球倶楽部が南関東2次予選に進出

### 南関東2次予選
- 1回戦

JFE東日本　19－0　南アルプス硬式野球倶楽部
日本通運　11－0　JR千葉支社硬式野球クラブ
かずさマジック　6－1　所沢グリーンベースボールクラブ
ホンダ　11－1　大富士BASEBALL CREW
- 敗者復活1回戦

JR千葉支社硬式野球クラブ　5－1　南アルプス硬式野球倶楽部
所沢グリーンベースボールクラブ　7－2　大富士BASEBALL CREW
- 準決勝

日本通運　7－5　JFE東日本
ホンダ　3－0　かずさマジック
- 敗者復活2回戦

かずさマジック　8－0　JR千葉支社硬式野球クラブ
JFE東日本　11－0　所沢グリーンベースボールクラブ
- 敗者復活3回戦

JFE東日本　7－3　かずさマジック
- 第1代表決定戦

ホンダ　3－2　日本通運
- 第2代表決定戦

日本通運　3－2　JFE東日本
ホンダ、日本通運が本戦出場、JFE東日本は関東2次予選に進出

## 東京地区

### 1次予選
- 1回戦

熊球クラブ　10－1　全調布硬式野球団
東京L.B.C　4－1　REVENGE99
武蔵野クラブ　12－4　東京弥生クラブ
全府中野球倶楽部　16－1　東京自彊術クラブ
- 2回戦

WIEN'94　13－5　熊球クラブ
ABC東京野球クラブ　9－0　東京L.B.C
西多摩倶楽部　5－4　武蔵野クラブ
全府中野球倶楽部　4－1　東京好球倶楽部
- 代表決定戦

ABC東京野球クラブ　8－7　WIEN'94
西多摩倶楽部　5－2　全府中野球倶楽部
- 敗者復活代表決定戦

WIEN'94　7－4　全府中野球倶楽部
ABC東京野球クラブ、西多摩倶楽部、WIEN'94が2次予選に進出

### 2次予選
- 1回戦

日本ウェルネススポーツ専門学校　9－0　ABC東京野球クラブ
西多摩倶楽部　11－2　WIEN'94
- 2回戦

JR東日本　24－1　日本ウェルネススポーツ専門学校
NTT東日本　9－3　明治安田生命
鷺宮製作所　6－3　東京ガス
シダックス　14－0　西多摩倶楽部
- 敗者復活1回戦

明治安田生命　7－5　日本ウェルネススポーツ専門学校
東京ガス　15－3　西多摩倶楽部
- 準決勝

NTT東日本　3－2　JR東日本
鷺宮製作所　5－1　シダックス
- 敗者復活2回戦

シダックス　6－2　明治安田生命
JR東日本　8－6　東京ガス
- 敗者復活3回戦

シダックス　5－1　JR東日本
- 第1代表決定戦

NTT東日本　2－1　鷺宮製作所
- 第2代表決定戦

シダックス　6－1　鷺宮製作所
- 第3代表決定戦

JR東日本　5－2　鷺宮製作所
NTT東日本、シダックス、JR東日本が本戦出場、鷺宮製作所は関東2次予選に進出

## 神奈川地区
- 1回戦

東芝　11－0　旭中央クラブ
三菱ふそう川崎　4－3　三菱重工横浜硬式野球クラブ
新日本石油ENEOS　7－0　横浜金港クラブ
日産自動車　10－0　相模原クラブ
- 敗者復活1回戦

三菱重工横浜硬式野球クラブ　7－0　旭中央クラブ
相模原クラブ　9－7　横浜金港クラブ
- 準決勝

三菱ふそう川崎　8－4　東芝
日産自動車　4－1　新日本石油ENEOS
- 敗者復活2回戦

三菱重工横浜硬式野球クラブ　2－1　新日本石油ENEOS
東芝　10－1　相模原クラブ
- 敗者復活3回戦

東芝　6－1　三菱重工横浜硬式野球クラブ
- 第1代表決定戦

三菱ふそう川崎　5－3　日産自動車
- 第2代表決定戦

日産自動車　7－4　東芝
三菱ふそう川崎、日産自動車が本戦出場、東芝は関東2次予選に進出

## 関東地区
- 1回戦

JFE東日本　6－5　鷺宮製作所
日立製作所　1－0　東芝
- 敗者復活1回戦

東芝　1－0　鷺宮製作所
- 代表決定戦

日立製作所　6－2　JFE東日本
- 敗者復活代表決定戦

東芝　5－3　JFE東日本
日立製作所、東芝が本戦出場

## 東海地区

### 静岡県1次予選
- 1回戦

ケイ・スポーツベースボールクラブ　12－0　浜松ウナポンズ
ヤマハ発動機硬式野球クラブ　11－1　遠州トラック野球クラブ
- 2回戦

ケイ・スポーツベースボールクラブ　8－5　ZERO硬式野球クラブ
エースコンクラブ　11－6　中電硬式野球クラブ
富士クラブ　4－3　陸上自衛隊富士学校
静岡硬式野球倶楽部　7－0　ヤマハ発動機硬式野球クラブ
- 準決勝

ケイ・スポーツベースボールクラブ　10－0　エースコンクラブ
静岡硬式野球倶楽部　4－1　富士クラブ
- 決勝（代表決定戦）

ケイ・スポーツベースボールクラブ　6－3　静岡硬式野球倶楽部
ケイ・スポーツベースボールクラブが東海2次予選に進出、静岡硬式野球倶楽部は愛知・三重県との合同1次予選に進出

### 愛知・三重県1次予選
- 1回戦

愛知ベースボール倶楽部　12－2　奥伊勢クラブ
- 2回戦

全三重クラブ　4－2　明野レジェンズ
名古屋お茶の水医専学院　13－3　愛知ベースボール倶楽部
- 決勝（代表決定戦）

名古屋お茶の水医専学院　7－0　全三重クラブ
名古屋お茶の水医専学院が東海2次予選に進出、全三重クラブは静岡県との合同1次予選に進出

### 静岡・愛知・三重県1次予選
- 代表決定戦

全三重クラブ　11－6　静岡硬式野球倶楽部
全三重クラブが東海2次予選に進出

### 東海2次予選
- 予選リーグAグループ

第1戦　ホンダ鈴鹿　8－5　JR東海
第2戦　ヤマハ　3－2　東海REX
第3戦　ホンダ鈴鹿　3－2　ヤマハ
第4戦　JR東海　4－3　東海REX
第5戦　ホンダ鈴鹿　5－4　東海REX
第6戦　JR東海　1－0　ヤマハ
（予選結果　1位：ホンダ鈴鹿（3勝）、2位：JR東海（2勝1敗）、3位：ヤマハ（1勝2敗）、4位：東海REX（3敗））
- 予選リーグBグループ

第1戦　王子製紙　4－3　三菱自動車岡崎
第2戦　三菱重工名古屋　1－0　一光
第3戦　王子製紙　13－3　一光
第4戦　三菱自動車岡崎　2－1　三菱重工名古屋
第5戦　三菱重工名古屋　3－2　王子製紙
第6戦　三菱自動車岡崎　5－4　一光
（予選結果　1位：王子製紙（2勝1敗）、2位：三菱自動車岡崎（2勝1敗）、3位：三菱重工名古屋（2勝1敗）、4位：一光（3敗））
（1位～3位は当該チーム間の総得失点差順、総得点順で決定）
- 予選リーグCグループ

第1戦　西濃運輸　2－0　東海理化
第2戦　東邦ガス　1－0　トヨタ自動車
第3戦　トヨタ自動車　7－2　西濃運輸
第4戦　東邦ガス　9－1　東海理化
第5戦　西濃運輸　4－0　東邦ガス
第6戦　トヨタ自動車　7－3　東海理化
（予選結果　1位：トヨタ自動車（2勝1敗）、2位・西濃運輸（2勝1敗）、3位・東邦ガス（2勝1敗）、4位・東海理化（3敗））
（1位～3位は当該チーム間の総得失点差順で決定）
（各リーグの1位は代表決定戦、2位は3回戦、3位は2回戦、4位と1次予選通過チームは1回戦にそれぞれ出場）
- 1回戦

東海REX　3－1　ケイ・スポーツベースボールクラブ
一光　10－2　名古屋お茶の水医専学院
東海理化　3－0　全三重クラブ
- 2回戦

三菱重工名古屋　6－2　東海REX
東邦ガス　4－3　一光
ヤマハ　5－2　東海理化
- 3回戦

三菱重工名古屋　2－1　西濃運輸
東邦ガス　5－2　JR東海
三菱自動車岡崎　10－9　ヤマハ
- 敗者復活トーナメント1回戦

ヤマハ　6－2　一光
JR東海　11－10　東海REX
西濃運輸　5－4　東海理化
- 代表決定戦

ホンダ鈴鹿　2x－1　三菱重工名古屋　（延長10回）
王子製紙　6－4　東邦ガス
三菱自動車岡崎　1x－0　トヨタ自動車　（延長15回）
- 敗者復活トーナメント代表決定戦

ヤマハ　2x－1　三菱重工名古屋　（延長11回）
東邦ガス　2－1　JR東海
西濃運輸　4－3　トヨタ自動車
- 順位決定トーナメント1回戦

ホンダ鈴鹿　11－1　三菱自動車岡崎
東邦ガス　3－2　ヤマハ
- 順位決定トーナメント決勝

ホンダ鈴鹿　8－4　王子製紙
東邦ガス　5－4　西濃運輸
ホンダ鈴鹿、王子製紙、三菱自動車岡崎、東邦ガス、西濃運輸、ヤマハが本戦出場

## 北信越地区

### 新潟県1次予選
- 1回戦

新潟コンマーシャル倶楽部　13－10　新潟クラブ野球団
ウェルネス魚沼　7－0　にいがたK・D
佐渡軍団　10－6　日本ベースボール・セキュリティ専門学校
新潟パッシオーネクラブ　12－0　オール飯豊
ファイティングスピリット　12－3　両津リバティースター
オール長岡野球倶楽部　8－4　野田サンダーズ
- 2回戦

ウェルネス魚沼　5－0　新潟コンマーシャル倶楽部
バイタルネット　20－1　佐渡軍団
新潟パッシオーネクラブ　9－5　ファイティングスピリット
新潟国際情報大学ブルーナビッツ　12－6　オール長岡野球倶楽部
- 準決勝（代表決定戦）

バイタルネット　4－3　ウェルネス魚沼
新潟パッシオーネクラブ　8－0　新潟国際情報大学ブルーナビッツ
- 決勝

バイタルネット　12－0　新潟パッシオーネクラブ
バイタルネット、新潟パッシオーネクラブが北信越2次予選に進出

### 長野県1次予選
- 1回戦（代表決定戦）

NTT信越硬式野球クラブ　12－1　長野好球倶楽部
フェデックス　2－1　TDK千曲川
- 第3代表決定戦

TDK千曲川　7－0　長野好球倶楽部
- 決勝

NTT信越硬式野球クラブ　4－1　フェデックス
NTT信越硬式野球クラブ、フェデックス、TDK千曲川が北信越2次予選に進出

### 富山県1次予選
- 対抗戦

第1戦　伏木海陸運送　1－0　富山ベースボールクラブ
第2戦　富山ベースボールクラブ　4－3　伏木海陸運送
第3戦　伏木海陸運送　5－2　富山ベースボールクラブ
伏木海陸運送が北信越2次予選に進出

### 北信越2次予選
- 予選第1ブロック

第1戦　TDK千曲川　4－0　NTT信越硬式野球クラブ
第2戦　伏木海陸運送　5－4　TDK千曲川
第3戦　NTT信越硬式野球クラブ　5－1　伏木海陸運送
（1位：TDK千曲川（1勝1敗）、2位：NTT信越硬式野球クラブ（1勝1敗）、3位：伏木海陸運送（1勝1敗））
（順位は失点数、塁打数の順で決定）
- 予選第2ブロック

第1戦　フェデックス　9－2　新潟パッシオーネクラブ
第2戦　バイタルネット　6－0　フェデックス
第3戦　バイタルネット　14－1　新潟パッシオーネクラブ
（1位：バイタルネット（2勝）、2位：フェデックス（1勝1敗）、3位：新潟パッシオーネクラブ（2敗））
- 決勝トーナメント準決勝

TDK千曲川　5－1　フェデックス
NTT信越硬式野球クラブ　1－0　バイタルネット
- 代表決定戦

TDK千曲川　2－0　NTT信越硬式野球クラブ
TDK千曲川が本戦出場

## 京滋地区

### 滋賀県1次予選
- 1回戦（代表決定戦）

全大津野球団　8－0　近江八幡野球クラブ
甲賀健康医療専門学校　12－2　瀬田クラブ
- 決勝

甲賀健康医療専門学校　3－2　全大津野球団
甲賀健康医療専門学校、全大津野球団が京滋2次予選に進出

### 京都府1次予選
- クラブ1回戦

鴨沂クラブ　14－4　京都フルカウンツ
立命館クラブ　7－3　東山高OBクラブ
- クラブ決勝

立命館クラブ　3－1　鴨沂クラブ
- 1回戦

日本新薬　12－0　立命館クラブ
ニチダイ　8－0　島津製作所
- 敗者復活1回戦

立命館クラブ　6－4　島津製作所
- 第1代表決定戦

日本新薬　3－0　ニチダイ
- 第2代表決定戦

ニチダイ　3－1　立命館クラブ
日本新薬、ニチダイが京滋2次予選に進出

### 京滋2次予選
- 1回戦

日本新薬　7－0　全大津野球団
ニチダイ　2－0　甲賀健康医療専門学校
- 敗者復活1回戦

全大津野球団　5－2　甲賀健康医療専門学校
- 代表決定戦

日本新薬　3－2　ニチダイ
- 近畿地区代表決定戦

ニチダイ　11－1　全大津野球団
日本新薬が本戦出場、ニチダイは近畿2次予選に進出

## 奈良地区
- 1回戦

一城クラブ　8－1　帝塚山大学OBクラブ
GSG斑鳩クラブ　7－0　奈良産業大学OBクラブ
大和高田クラブ　10－0　NARA Ambitions Club
- 準決勝

ミキハウス　6－2　一城クラブ
大和高田クラブ　14－1　GSG斑鳩クラブ
- 敗者復活1回戦

NARA Ambitions Club　7－4　奈良産業大学OBクラブ
- 敗者復活2回戦

NARA Ambitions Club　7－3　一城クラブ
帝塚山大学OBクラブ　12－10　GSG斑鳩クラブ
- 敗者復活3回戦

NARA Ambitions Club　14－9　帝塚山大学OBクラブ
- 代表決定戦進出決定戦

大和高田クラブ　2－1　ミキハウス
- 敗者復活代表決定戦進出決定戦

ミキハウス　10－0　NARA Ambitions Club
- 代表決定対抗戦

第1戦　大和高田クラブ　9－6　ミキハウス
第2戦　ミキハウス　3－1　大和高田クラブ
第3戦　ミキハウス　6－3　大和高田クラブ
ミキハウスが本戦出場

## 阪和地区

### 1次予選
- 1回戦

和歌山箕島球友会　10－2　履正社学園
NOMOベースボールクラブ　9－0　大阪ウイング硬式野球クラブ
泉州大阪野球団　15－0　大阪ペーシェンスクラブ
- 準決勝（代表決定戦）

NOMOベースボールクラブ　4－3　和歌山箕島球友会
中山硬式野球クラブ　8－7　泉州大阪野球団
- 敗者復活1回戦

履正社学園　8－7　大阪ウイング硬式野球クラブ
- 敗者復活2回戦

泉州大阪野球団　5－0　履正社学園
和歌山箕島球友会　8－1　大阪ペーシェンスクラブ
- 決勝

NOMOベースボールクラブ　15－6　中山硬式野球クラブ
- 第3代表決定戦

和歌山箕島球友会　8－1　泉州大阪野球団
NOMOベースボールクラブ、中山硬式野球クラブ、和歌山箕島球友会が2次予選に進出

### 2次予選
- 1回戦

松下電器　12－1　中山硬式野球クラブ
デュプロ　3－2　大阪ガス
日本生命　9－0　和歌山箕島球友会
NTT西日本　5－0　NOMOベースボールクラブ
- 敗者復活1回戦

大阪ガス　6－1　中山硬式野球クラブ
NOMOベースボールクラブ　6－0　和歌山箕島球友会
- 準決勝

デュプロ　2－0　松下電器
日本生命　5－4　NTT西日本
- 敗者復活2回戦

NTT西日本　2－0　大阪ガス
NOMOベースボールクラブ　5－3　松下電器
- 敗者復活3回戦

NTT西日本　7－1　NOMOベースボールクラブ
- 決勝（第1代表決定戦）

日本生命　4－1　デュプロ
- 第2代表決定戦

NTT西日本　1x－0　デュプロ
- 第3代表決定戦

デュプロ　4－0　NOMOベースボールクラブ
日本生命、NTT西日本、デュプロが本戦出場、NOMOベースボールクラブは近畿2次予選に進出

## 兵庫地区
- 1回戦

全播磨硬式野球団　5－3　阪神ベースボールクラブ
三菱重工神戸　12－0　関西爽球会
- 準決勝

新日鐵広畑　10－5　全播磨硬式野球団
三菱重工神戸　8－5　アスピア学園
- 敗者復活1回戦

アスピア学園　4－2　阪神ベースボールクラブ
全播磨硬式野球団　11－4　関西爽球会
- 敗者復活2回戦

アスピア学園　10－3　全播磨硬式野球団
- 代表決定戦

三菱重工神戸　19－4　新日鐵広畑
- 近畿2次予選代表決定戦

アスピア学園　5－3　新日鐵広畑
三菱重工神戸が本戦出場、アスピア学園は近畿2次予選に進出

## 近畿地区
- 代表決定リーグ戦

第1戦　ニチダイ　7－3　アスピア学園
第2戦　NOMOベースボールクラブ　4－2　アスピア学園
第3戦　NOMOベースボールクラブ　2－0　ニチダイ
（1位：NOMOベースボールクラブ（2勝）、2位：ニチダイ（1勝1敗）、3位：アスピア学園（2敗））
NOMOベースボールクラブが本戦出場

## 中国地区

### 岡山県1次予選
- 対抗戦

第1戦　倉敷オーシャンズ　21－0　柵原クラブ
第2戦　倉敷オーシャンズ　9－1　柵原クラブ
倉敷オーシャンズが中国2次予選に進出

### 広島県1次予選
- 1回戦

リアルプロフェッショナルクラブ広島　6－3　広島ウェルネススポーツ学院
広島鯉城クラブ　6－4　広島医療体育学院専門学校
- 2回戦（代表決定戦）

伯和ビクトリーズ　9－0　リアルプロフェッショナルクラブ広島
ワイテック　4－3　三菱三原硬式野球クラブ
三菱重工広島　11－5　常石鉄工
JFE西日本　10－3　広島鯉城クラブ
- 敗者復活1回戦

広島医療体育学院専門学校　4－3　三菱三原硬式野球クラブ
常石鉄工　8－1　広島ウェルネススポーツ学院
- 敗者復活2回戦（代表決定戦）

広島医療体育学院専門学校　10－1　リアルプロフェッショナルクラブ広島
常石鉄工　7－4　広島鯉城クラブ
- 準決勝

ワイテック　6－0　伯和ビクトリーズ
三菱重工広島　10－2　JFE西日本
- 決勝

三菱重工広島　13－1　ワイテック
三菱重工広島、ワイテック、JFE西日本、伯和ビクトリーズ、広島医療体育学院専門学校、常石鉄工が中国2次予選に進出

### 山口県1次予選
- 予選リーグ戦

第1戦　岩国五橋クラブ　7－6　航空自衛隊防府クラブ
第2戦　海上自衛隊岩国クラブ　13－12　航空自衛隊防府クラブ
第3戦　岩国五橋クラブ　23－3　海上自衛隊岩国クラブ
- 準決勝

光シーガルズ　9－2　海上自衛隊岩国クラブ
防府クラブ　5－1　岩国五橋クラブ
- 決勝（代表決定戦）

防府クラブ　6－1　光シーガルズ
防府クラブが中国2次予選に進出

### 中国2次予選
- 予選リーグAグループ

第1戦　三菱重工広島　10－1　常石鉄工
第2戦　伯和ビクトリーズ　10－0　広島医療体育学院専門学校
第3戦　三菱重工広島　5－2　広島医療体育学院専門学校
第4戦　三菱重工広島　5－4　伯和ビクトリーズ
第5戦　常石鉄工　6－0　広島医療体育学院専門学校
第6戦　伯和ビクトリーズ　4－0　常石鉄工
（予選結果　1位：三菱重工広島（3勝）、2位：伯和ビクトリーズ（2勝1敗）、3位：常石鉄工（1勝2敗）、4位：広島医療体育学院専門学校（3敗））
- 予選リーグEグループ

第1戦　JFE西日本　1－0　倉敷オーシャンズ
第2戦　JFE西日本　7－2　防府クラブ
第3戦　倉敷オーシャンズ　3－2　ワイテック
第4戦　ワイテック　8－6　防府クラブ
第5戦　JFE西日本　8－1　ワイテック
第6戦　倉敷オーシャンズ　3－0　防府クラブ
（予選結果　1位：JFE西日本（3勝）、2位：倉敷オーシャンズ（2勝1敗）、3位：ワイテック（1勝2敗）、4位：防府クラブ（3敗））
- 決勝トーナメント1回戦

三菱重工広島　7－2　倉敷オーシャンズ
JFE西日本　7－5　伯和ビクトリーズ
- 敗者復活1回戦

伯和ビクトリーズ　3－2　倉敷オーシャンズ
- 第1代表決定戦

三菱重工広島　8－2　JFE西日本
- 第2代表決定戦

JFE西日本　6－4　伯和ビクトリーズ
三菱重工広島、JFE西日本が本戦出場

## 四国地区

### 1次予選
- リーグ戦

第1戦　JR四国　4－0　松山フェニックス
第2戦　四国銀行　20－2　徳島野球倶楽部
第3戦　JR四国　10－0　徳島野球倶楽部
第4戦　四国銀行　5－1　松山フェニックス
第5戦　松山フェニックス　19－2　徳島野球倶楽部
第6戦　四国銀行　5－2　JR四国
（予選結果　1位：四国銀行、2位：JR四国、3位：松山フェニックス、4位：徳島野球倶楽部）
四国銀行、JR四国が2次予選に進出

### 2次予選
- 代表決定対抗戦

第1戦　四国銀行　3－1　JR四国
第2戦　JR四国　7－3　四国銀行
第3戦　JR四国　3x－2　四国銀行　（延長10回）
JR四国が本戦出場

## 九州地区

### 福岡県1次予選
- 1回戦

JR九州　2－1　九州三菱自動車
- 準決勝

JR九州　6－0　日産自動車九州
沖データ・コンピュータ教育学院　12－3　福岡ベースボールクラブ
- 決勝

JR九州　7－0　沖データ・コンピュータ教育学院
全チームが九州2次予選に進出

### 大分県1次予選
- 対抗戦

新日鐵大分硬式野球同好会　4－1　九州総合スポーツカレッジ
両チームとも九州2次予選に進出

### 長崎県1次予選
- 対抗戦

三菱重工長崎　11－4　佐世保ドリームスターズ
両チームとも九州2次予選に進出

### 沖縄県1次予選
- 1回戦

てるクリニック硬式野球クラブ　10－6　SOLA沖縄
沖縄電力　13－0　沖縄スポルト
- 決勝

沖縄電力　14－0　てるクリニック硬式野球クラブ
全チームが九州2次予選に進出

### 九州2次予選
- 1回戦

ホンダ熊本　14－3　九州総合スポーツカレッジ
SOLA沖縄　5－3　てるクリニック硬式野球クラブ
九州三菱自動車　14－0　佐世保ドリームスターズ
三菱重工長崎　4－2　沖縄電力
沖データ・コンピュータ教育学院　9－0　沖縄スポルト
新日鐵大分硬式野球同好会　13－3　福岡ベースボールクラブ
- 2回戦

JR九州　7－1　ホンダ熊本
九州三菱自動車　8－1　SOLA沖縄
三菱重工長崎　2－1　沖データ・コンピュータ教育学院
日産自動車九州　11－6　新日鐵大分硬式野球同好会
- 敗者復活1回戦

九州総合スポーツカレッジ　15－5　沖縄スポルト
福岡ベースボールクラブ　6－4　てるクリニック硬式野球クラブ
- 敗者復活2回戦

沖縄電力　9－0　九州総合スポーツカレッジ
ホンダ熊本　8－0　沖データ・コンピュータ教育学院
福岡ベースボールクラブ　16－9　佐世保ドリームスターズ
新日鐵大分硬式野球同好会　11－0　SOLA沖縄
- 敗者復活3回戦

ホンダ熊本　7－0　沖縄電力
新日鐵大分硬式野球同好会　10－2　福岡ベースボールクラブ
- 準決勝

JR九州　13－2　九州三菱自動車
三菱自動車長崎　5－4　日産自動車九州
- 敗者復活4回戦

ホンダ熊本　6－0　九州三菱自動車
日産自動車九州　12－5　新日鐵大分硬式野球同好会
- 敗者復活5回戦

ホンダ熊本　12－5　日産自動車九州
- 第1代表決定戦

JR九州　11－5　三菱重工長崎
- 第2代表決定戦

三菱重工長崎　4－3　ホンダ熊本
JR九州、三菱重工長崎が本戦出場